# Novaki Pazinski
Novaki Pazinski (en italien : Novacco di Pisino) est une localité de Croatie située en Istrie, dans la municipalité de Cerovlje, dans le comitat d'Istrie. En 2001, la localité comptait 216 habitants.

## Démographie
| 1948 | 1953 | 1961 | 1971 | 1981 | 1991 | 2001 |
| ---- | ---- | ---- | ---- | ---- | ---- | ---- |
| 384  | 360  | 327  | 260  | 226  | 226  | 216  |